# Tilda

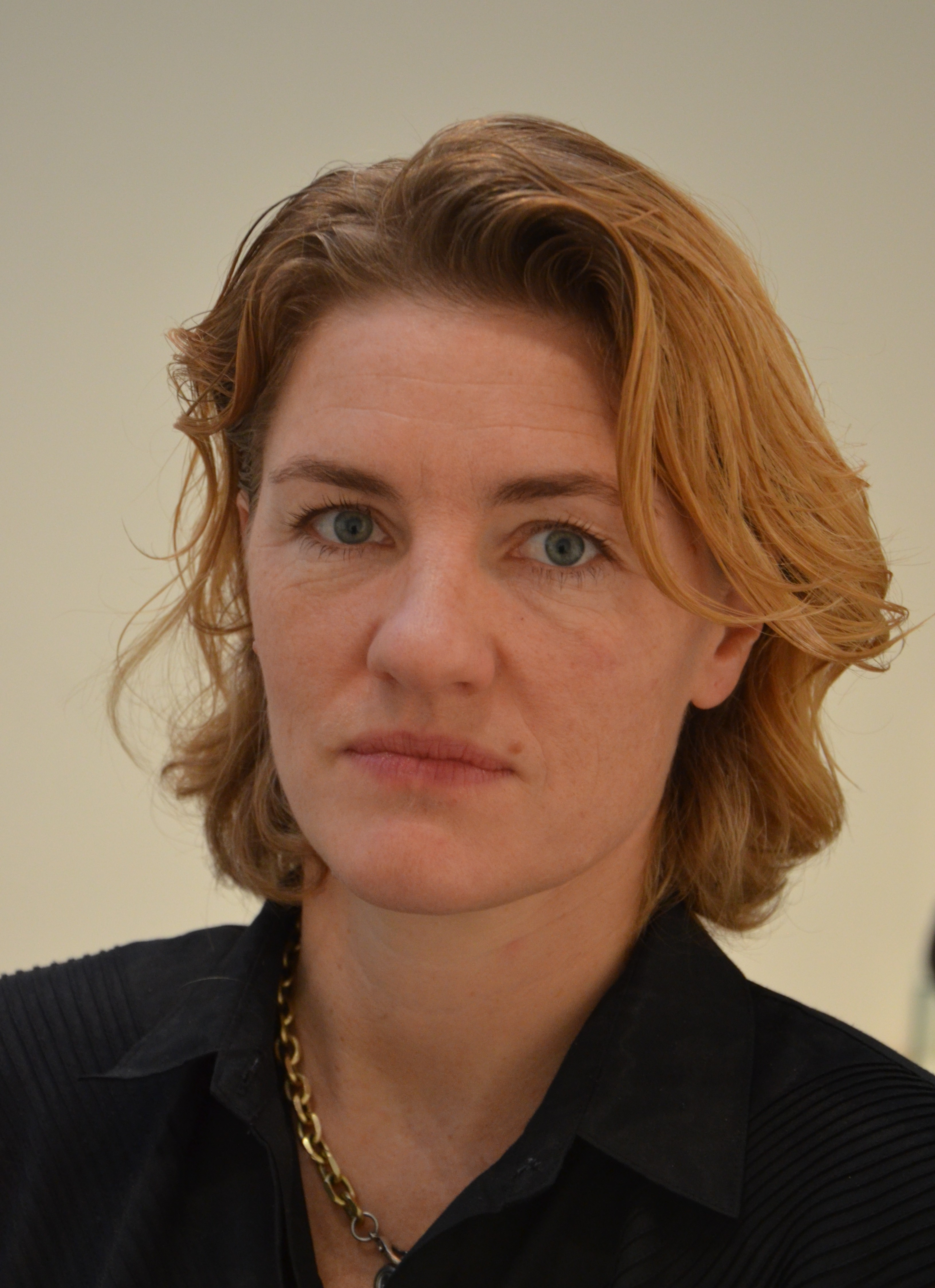
Tilda Lovell, 2014.

Tilda är en kortform av Matilda. Det används framför allt i engelsktalande länder, men även i Sverige och Finland. Den danska och norska formen är Tilde.
I den finlandssvenska namnsdagslängden har Tilda namnsdag 14 mars sedan 2010.

## Personer med namnet Tilda
- Tilda Swinton, brittisk skådespelerska